# Senectutem ut adipiscantur omnes optant, eandem accusant adepti
 Senectutem ut adipiscantur omnes optant, eandem accusant adepti  лат. (изговор: сенектутем ут адипискантур омнес оптант, еандем акузант адепти). Сви желе да дочекају старост, а када је дочекају, жале се на њу. (Цицерон)

## Поријекло изреке
Изреку изрекао   римски  државник и   бесједник   Цицерон (први вијек п. н. е.).

## Изрека у српском језику
Пјевач и текстописац сарајевске групе "Плави оркестар" Саша Лошић, у стиху своје хит-пјеме каже:
| „ | Боље бити пијан него стар | ” |

## Тумачење
Како је успјех дочекати старост, сви то желе, али када  дође, тешка и туробна, жале се на њу.